# مکسول اندرسون
مکسول اندرسون (انگلیسی: Maxwell Anderson; ۱۵ دسامبر ۱۸۸۸ – ۲۸ فوریهٔ ۱۹۵۹) یک نمایش‌نامه‌نویس اهل ایالات متحده آمریکا بود.
مکسول اندرسن سالیان دراز از عمر خود را صرف مطالعه درام عصر الیزابت می‌کند، و می‌کوشد تا روح آن را در برادوی زنده کند.